# Stora Dröpplan
Stora Dröpplan är en sjö i Södertälje kommun i Södermanland och ingår i Trosaåns huvudavrinningsområde. Sjön är 4,4 meter djup, har en yta på 0,02 kvadratkilometer och befinner sig 63 meter över havet.